# Piperi (Grécia)
Piperi (em grego:  Πιπέρι) (que significa em grego "pimenta"), é uma ilha das Espórades, Grécia. Administrativamente faz parte do município de Alónissos, e é a ilha mais oriental das Espórades a seguir a Esquiro. O censo de 2011 reportou seis habitantes. A zona em redor de Piperi é protegida pela convenção de Barcelona, e a aproximação a certos locais é estritamente interdita.